# HAL Investments
HAL Investments is een Nederlandse investeringsmaatschappij.
De rederij Holland-Amerika Lijn werd in 1873 opgericht in Rotterdam. In 1989 werd de onderneming voor een bedrag van 1,2 miljard gulden verkocht aan het Amerikaanse Carnival Corporation & plc. Met de overnamesom werd besloten om een investeringsmaatschappij te beginnen onder de naam HAL Holding, waarvan alle aandelen in bezit zijn van HAL Trust; HAL Trust is op haar beurt genoteerd aan de effectenbeurs Euronext in Amsterdam.

## Familie Van der Vorm
Het grootste deel, circa 68%, van de beursgenoteerde aandelen HAL Trust is in bezit van oprichtersfamilie Van der Vorm, en de leiding was lang in handen van Martijn van der Vorm (20 augustus 1958). De familie behoort tot de meest vermogende families van Nederland en staat in de Quote 500 van 2009 t/m 2022 onafgebroken op de tweede plaats met een geschat vermogen van € 4,3 miljard in 2009 en € 8,6 miljard in 2022. De familie Van der Vorm staat bekend als erg gesloten. Martijn van der Vorm, voorzitter van de raad van bestuur, trad na 21 jaar af op 30 september 2014. Hij is lid geworden van de raad van commissarissen. Hij werd opgevolgd door Melchert Groot, die al 25 jaar werkzaam was HAL en is vanaf 2003 lid van de raad van bestuur. Per 1 april 2024 is Jaap van Wiechen als CEO aangetreden, die sinds 2024 lid is van de Raad van Bestuur en op dat moment 27 jaar werkzaam is bij HAL.
Hans Melchers bezit 17% van de aandelen, waardoor er maar circa 15% vrij verhandelbaar is op de Amsterdamse effectenbeurs.
Dankzij ingewikkelde internationale constructies met de aandelen hoeft slechts een minimale openheid aan de dag gelegd te worden. De onderneming HAL Holding NV is gevestigd op Curaçao. Alle aandelen zijn in bezit van de HAL Trust, waarvan het vermogen beheerd wordt op de Bermuda Eilanden.
Voorgangers van Martijn van der Vorm bij de Holland Amerika Lijn, c.q. HAL Investments waren: Willem van der Vorm (1873-1957), Willy van der Vorm (1897-1963) en Nico van der Vorm (1927-1995).
Sinds 2011 is de familie Van der Vorm ook actief via de (goede doelen) stichting De Verre Bergen, die zich richt op initiatieven op maatschappelijk terrein in Rotterdam. In januari 2017 kwam naar buiten dat de familie ook de stichting Droom en Daad heeft opgericht ter bevordering van kunst en cultuur in Rotterdam. Voormalig directeur van het Rijksmuseum Wim Pijbes is daarvan de directeur. Ook de stichting Nieuw Vaarwater, dat onderhandelingen voert over de schulden van gezinnen in armoede in Rotterdam, en Fonds de Loods, wat die schulden in een keer afkoopt, behoren tot de filantropische activiteiten van de familie Van der Vorm.

## Beleggingen
Naast investeringen in ondernemingen die te maken hebben met de maritieme sector heeft men ook belegd in heel andere branches. HAL Investments streeft naar grote belangen in ondernemingen en wil ook daadwerkelijk invloed uitoefenen op het ondernemingsbeleid. Met buy-and-build proberen ze door het bundelen van bedrijven waarde te creëeren voor de lange termijn.
De investeringsmaatschappij heeft onder meer de volgende grote belangen:

### Beursgenoteerd
- Koninklijke Vopak, de grootste onafhankelijke tankterminaloperator in de wereld. Per december 2024 had HAL 51,4% van de aandelen in handen.
- Safilo, een producent en distributeur van zonnebrillen en monturen (belang 49,8% per 31 dec. 2020) en is genoteerd aan de Italiaanse beurs.
- SBM Offshore, actief op het gebied van de bouw, lease en exploitatie van drijvende opslag- en productieplatforms (FPSO). Vanaf december 2012 kocht HAL aandelen in dit bedrijf en heeft per 2024 een belang van 22,88%.
- Technip Energies, een toeleverancier van de energiesector. HAL heeft per 2024 een belang van 15,07% in dit op de Euronext Paris genoteerde bedrijf.

### Niet-beursgenoteerde belangen
- 280ppm, investeerder in 'early-stage' bedrijven die de oorzaken en effecten van klimaatverandering verzachten en de energietransitie faciliteren. Het belang van HAL hierin is 95%.
- Ahrend en Gispen, kantoorinrichters en schoolmeubilair.
- AN Direct, de holding van MD Hearing en verkoper van gehoorapparaten in de VS.
- Anthony Veder Group, maritiem transport, voornamelijk LNG en industriële gassen.
- Atlas Services Group Holding B.V., internationaal uitzendbureau in de maritieme en olie- en gassector
- Auxilium, een holding van 14 bedrijven in medische hulpmiddelen.
- Boskalis, wereldwijd een van de grootste dienstverleners op het gebied van baggeren, maritieme infrastructuur en maritieme diensten (belang 45,5% per 31 dec. 2020). Op 10 maart 2022 deed HAL een bod op alle overige aandelen Boskalis ter waarde van € 32,50 per aandeel of zo'n 4,2 miljard euro in totaal.[15] HAL sprak van een vriendschappelijk bod waarbij de strategie van Boskalis ongewijzigd zou worden voortgezet. Het bod werd nog iets verhoogd naar € 33,00 per aandeel. Op 21 september 2022 had HAL reeds 98,3% van de aandelen Boskalis in handen.[16] In de maanden daarna verkreeg HAL de resterende aandelen en heeft Boskalis van de beurs gehaald.
- Broadview Holding (belang 97,4% per eind 2021) produceert onder andere composite panelen voor gevelbekleding en laboratoriummeubilair en telt ruim 6000 medewerkers. Bekende merken zijn Trespa en Formica.
- Coolblue, winkelformule in consumentenelektronica met een belang van 56,4%.[17]
- DMFCO, hypotheekaanbieder onder de merknaam MUNT Hypotheken.
- FD Mediagroep, geeft onder andere Het Financieele Dagblad uit en exploiteert het radiostation BNR Nieuwsradio, alsmede internetsites
- GreenV, kassenbouw met een belang van 74,6% per 2024.
- Infomedics, een betalingsverwerker voor tandartsen en fysietherapeuten.
- IQIP, een leverancier van fundatie en installatie gereedschappen voor de maritieme industrie.
- Pro Gamers Group, een online retailer en distributeur van van randapparatuur voor computers, gericht op gamers.
- Prodrive Technologies, technologiebedrijf. In december 2021 neemt HAL een minderheidsbelang in Prodrive. Prodrive-oprichters Pieter Janssen en Hans Verhagen bleven in gelijke verhouding mede-eigenaar.[18]
- Rotter Y Krauss, een optiekketen in Chili die, als onderdeel van de verkoop van GrandVision, onderdeel bleef van HAL.
- SB Real Estate, een vastgoedontwikkelaar die per augustus 2019 twee winkelcentra aankocht: De Aarhof in Alphen aan den Rijn en City Passage in Veldhoven.
- Timber and Building Supplies Holland N.V. (TABS), bouwmaterialen met een belang van 94,3% per 2024 en haar aandelen worden verhandeld op de incourante markt (NPEX). TABS bestaat uit 15 bedrijven, waaronder PontMeyer en Jongeneel.
- Top Empoyers Institute. Dit bedrijf certificeert en vergelijkt beleid op het gebied van human resources.
- Van Wijnen, bouwbedrijf met een belang voor HAL van 88% per 2024.

### Voormalige grote beleggingen
AudioNova is een winkelketen voor gehoorapparaten. In mei 2016 bereikte HAL overeenstemming over de verkoop van AudioNova International aan het Zwitserse Sonova voor € 830 miljoen. De verkoop resulteert in een netto boekwinst van ongeveer € 470 miljoen. AudioNova heeft ruim 1300 winkels in acht Europese landen. De omzet in 2015 bedroeg € 359 miljoen. De transactie werd afgerond op 15 september 2016.
HAL was grootaandeelhouder in optiekketen GrandVision en besloot in september 2014 dit bedrijf naar de beurs te brengen. GrandVision bestaat onder andere uit de onderdelen Pearle, EyeWish Groeneveld en Het Huis. GrandVision is in circa 40 landen actief, telt ruim 20.000 medewerkers en realiseerde in 2013 een omzet van € 2,5 miljard. Circa 500 van de 4900 winkels van GrandVision staan in Nederland. Vanaf 6 februari 2015 is GrandVision op de Amsterdamse effectenbeurs genoteerd. De introductiekoers was vastgesteld op € 20 per aandeel hetgeen een totale marktwaarde voor het bedrijf van € 5 miljard impliceert. HAL heeft 20% van de aandelen aangeboden en houdt na de beursgang dus nog een belang van 78,5% in de optiekketen. Eind 2014 bedroeg de boekwaarde van het belang van HAL in GrandVision ongeveer € 800 miljoen. Na een principeakkoord inzake een overname door een grote concurrent en leverancier EssilorLuxottica, wilde laatstgenoemde onder de overeenkomst uit. Na een lange reeks rechtszaken werd de deal alsnog gehonoreerd medio 2021. HAL verkocht haar aandeel in GrandVision voor minimaal € 5 miljard. De overnemende partij deed in oktober 2021 een bod van € 28,45 op de rest van de uitstaande aandelen.

### Voormalige belangen
- Orthopedische hulpmiddelen, verkocht in 2022 aan Ottobock.
- Flight Simulation Company FSC, luchtvaart. CAE Inc. heeft dit bedrijf eind 2020 overgenomen.
- MYLAPS, actief in de ontwikkeling en productie van identificatie en timing-apparatuur voor sportevenementen. Dit bedrijf is medio 2022 aan Nordian Fund III verkocht.
- Floramedia, actief in speciaal drukwerk, marketing en communicatieservices voor de groene sector. CCL Industries Inc. heeft dit bedrijf medio 2022 overgenomen.

## Resultaten
In de onderstaande figuur een overzicht van de resultaten van HAL sinds 2005 zoals gerapporteerd in de jaarverslagen.
| Jaar     | Omzet   | Totaal Bedrijfs- resultaat | Waarvan resultaat op minderheids- deelnemingen | Nettowinst |
| -------- | ------- | -------------------------- | ---------------------------------------------- | ---------- |
| 2005     | € 2653  | € 465,1                    | € 115,2                                        | € 311,6    |
| 2006     | € 2779  | € 593,1                    | € 250,3                                        | € 496,8    |
| 2007     | € 3187  | € 848,6                    | € 426,5                                        | € 735,7    |
| 2008     | € 3563  | € 492,1                    | € 187,9                                        | € 383,1    |
| 2009     | € 3448  | € 441,0                    | € 199,0                                        | € 347,2    |
| 2010     | € 3769  | € 546,6                    | € 283,4                                        | € 432,1    |
| 2011     | € 3996  | € 620,9                    | € 295,9                                        | € 493,0    |
| 2012     | € 4049  | € 542,6                    | € 261,5                                        | € 406,2    |
| 2013     | € 4115  | € 568,2                    | € 310,6                                        | € 472,8    |
| 2014     | € 4546  | € 699,0                    | € 316,6                                        | € 556,4    |
| 2015     | € 5148  | € 831,6                    | € 328,4                                        | € 629,6    |
| 2016     | € 5498  | € 1115,6                   | € 73,7                                         | € 870,7    |
| 2017     | € 5610  | € 653,2                    | € 184,3                                        | € 391,2    |
| 2018     | € 6123  | € 388,0                    | € −55,1                                        | € 154,7    |
| 2018 (h) | € 2402  | € 62,0                     | € −54,4                                        | € 154,7    |
| 2019     | € 2965  | € 413,3                    | € 235,3                                        | € 665,8    |
| 2020     | € 3387  | € 246,9                    | € 113,2                                        | € 629,0    |
| 2021     | € 7213  | € 4465,2                   |                                                | € 4270,0   |
| 2022     | € 10104 | € 806,9                    |                                                | € 495,9    |
| 2023     | € 12343 | € 1603,0                   |                                                | € 1167,6   |

In 2023 steeg het eigen vermogen van HAL naar 13,6 miljard euro ofwel 150,12 euro per aandeel.